# Epipagis tristalis
Epipagis tristalis là một loài bướm đêm trong họ Crambidae.